# Järvsö klack
Järvsö klack eller Järvsöklacken är ett berg och ett naturreservat i Järvsö socken, Ljusdals kommun, Hälsingland.
Berget, som ligger på östra sidan av Ljusnan, når 390,3 meter över havet och reser sig brant över Ljusnans dalgång cirka fem kilometer nordost om tätorten Järvsö. Berget är med sin karaktäristiska form ett väl synligt landmärke och en förnämlig utsiktspunkt.
En lämplig utgångspunkt för utflykter till Järvsöklacken är Hälsingegården i byn Kåsjö på östsidan av Ljusnan mitt emot Järvsö. Härifrån kan man vandra till bergstoppen (cirka 4 km). Ett annat alternativ är att utgå från byn Klacken, som ligger i dalgången mellan Klacksberget och Järvsöklacken. Från byn leder en gångstig till toppen.
Naturreservatet Järvsöklacken bildades 2011 av Ljusdals kommun. Området är 83 hektar stort och är skogbevuxet. Här finns naturskogar av olika typer. Den branta terrängen bidrar till stor variation i skogen. Det finns både hällmarker med hällmarksflora och örtrik lövskog. Den gamla granskogen är rik på hänglav. Vid inventering har 8 rödlistade arter och 21 signalarter påträffats. Området är skyddat som ett kommunalt naturreservat